# Płoć (jezioro)
Płoć – jezioro w woj. zachodniopomorskim, w pow. wałeckim, w gminie Człopa, leżące na terenie Równiny Drawskiej.

## Charakterystyka
Jest to jezioro polodowcowe o typowym dla tych jezior wydłużonym kształcie i stromych brzegach porośniętych lasem liściastym.
Przez jezioro przepływa rzeka Płociczna, która łączy je z jeziorem Sitno.

## Dane morfometryczne
Powierzchnia zwierciadła wody według różnych źródeł wynosi od 52,5 ha przez 56,1 ha do 61,38.
Zwierciadło wody położone jest na wysokości 59,7 m n.p.m. lub 59,4 m n.p.m. Średnia głębokość jeziora wynosi 2,7 m, natomiast głębokość maksymalna 5,2 m.

## Hydronimia
Według urzędowego spisu opracowanego przez Komisję Nazw Miejscowości i Obiektów Fizjograficznych (KNMiOF) nazwa tego jeziora to Płoć. W różnych publikacjach i na mapach topograficznych jezioro to występuje pod nazwą Płociczno, Ostrowieckie, Płocin lub Płocie Wielkie.
W pobliżu znajduje się inne jezioro o nazwie Płocica także nazywane Płociczno.